# Zes voet onder de grond
Zes voet onder de grond is een hoorspel van Theodor Weißenborn. Het werd vertaald door Mariele Geraerds-Meyer. De TROS zond het uit op woensdag 26 april 1978, van 23:00 uur tot 23:46 uur. De regisseur was Harry Bronk.

## Rolbezetting
- Bep Dekker (oude vrouw)

## Inhoud
In deze monoloog weet de auteur (in het dagelijkse leven werkzaam als psychiater en schrijver) het diepere wezen open te leggen van een oude vrouw die in de herfst van haar leven inwoont bij haar ook al niet meer zo jonge dochter. Deze dochter behandelt haar als een vegeterend wezen en zou haar het liefst onderbrengen in een tehuis voor demente bejaarden…